# Senantes (Eure y Loir)
Senantes es una comuna y población de Francia, en la región de Centro, departamento de Eure y Loir, en el distrito de Dreux y cantón de Nogent-le-Roi.
Su población en el censo de 1999 era de 524 habitantes.
Está integrada en la Communauté de communes des Quatre Vallées (Eure-et-Loir).

## Demografía
| 205 | 203 | 243 | 409 | 434 | 524 |
| Para los censos de 1962 a 1999 la población legal corresponde a la población sin duplicidades (Fuente: INSEE [Consultar]) |     |     |     |     |     |